# Todd Grinnell
Todd A. Grinnell (* 29. März 1976 in Massachusetts) ist ein US-amerikanischer Schauspieler.

## Leben
Todd Grinnell beendete das Pitzer College 1998. Bekannt wurde er durch seine Darstellung des Jason in Four Kings im Jahre 2006. Bevor er diese Rolle bekam, erschien er in zahlreichen Werbespots. Des Weiteren hatte er mehrere Gastauftritte in verschiedenen Serien, zum Beispiel in It’s Always Sunny in Philadelphia, Samantha Who?, Cold Case – Kein Opfer ist je vergessen, Eli Stone, Parks and Recreation, Lie to Me, Human Target, The Mentalist und Revenge.
Längere Handlungsbögen hatte Grinnell in Brainstorm, Desperate Housewives und Jane by Design. Sein Handlungsbogen in Desperate Housewives, wo er den Dr. Alex Cominis, den Ehemann von Shawn Pyfrom und den Schwiegersohn von Marcia Cross spielte, verhalf ihm in Deutschland zu Bekanntheit.

## Filmografie (Auswahl)
- 2004: The Dangling Conversation
- 2006: Robot Chicken (Fernsehserie, 5 Folgen)
- 2006: The Game (Fernsehserie, Folge 1x02)
- 2006: Four Kings (Fernsehserie, 13 Folgen)
- 2007: Criminal Minds (Fernsehserie, Folge 2x14)
- 2007: The Wedding Bells (Fernsehserie, Folge 1x07)
- 2007: It’s Always Sunny in Philadelphia (Fernsehserie, 2 Folgen)
- 2007: Samantha Who? (Fernsehserie, Folge 1x05)
- 2008: Cold Case – Kein Opfer ist je vergessen (Cold Case, Fernsehserie, Folge 6x09)
- 2008–2009: Eli Stone (Fernsehserie, 2 Folgen)
- 2008–2011: Desperate Housewives (Fernsehserie, 6 Folgen)
- 2009: Brainstorm (Fernsehserie, 8 Folgen)
- 2009: Parks and Recreation (Fernsehserie, 2 Folgen)
- 2009: Brothers (Fernsehserie, Folge 1x07)
- 2010: Kings by Night
- 2010: Lie to Me (Fernsehserie, Folge 2x17)
- 2011: Human Target (Fernsehserie, Folge 2x11)
- 2011: The Mentalist (Fernsehserie, Folge 4x03)
- 2011: Rules of Engagement (Fernsehserie, Folge 6x05)
- 2011: How I Met Your Mother (Fernsehserie, Folge 7x12)
- 2011: L.A. Love Story (Dorfman In Love)
- 2012: Jane by Design (Fernsehserie, 4 Folgen)
- 2012: The Glades (Fernsehserie, Folge 3x04)
- 2012: Revenge (Fernsehserie, 2 Folgen)
- 2012: Vegas (Fernsehserie, Folge 1x05)
- 2013: Nikita (Fernsehserie, Folge 4x01)
- 2017: One Day at a Time (Fernsehserie Netflix)